# 12 dies de terror
12 dies de terror (original: 12 Days of Terror) és un documental de 2004 realitzat per a Discovery Channel, dirigit per Jack Sholder i protagonitzat per Colin Egglesfield, Mark Dexter, Jenna Harrison, Jamie Bartlett i John Rhys-Davies. Ha estat doblada al català.

## Argument
Basada en els esdeveniments reals ocorreguts en juliol de 1916 en el centre i el sud de les costes de Nova Jersey, (tal com es relata al llibre de Richard Fernicola del mateix nom), la pel·lícula narra els 12 dies durant els quals la gent al llarg de la costa de Nou Jersey va estar sota els continus atacs d'un tauró blanc (veure "Atacs de Matawan"). Quatre persones moren i una cinquena pateix ferides greus. Després que el tauró és capturat, se li realitza una autòpsia, i al seu estómac es troben 7 kg de carn humana.

## Esdeveniments reals
La pel·lícula exposa la poc probable però popular teoria que un tauró blanc fos el causant de tots els atacs. Avui en dia es creu que van ser diversos taurons toro, i no un únic exemplar de tauró blanc, els autèntics assassins. Els científics encara investiguen la raó per la qual aquests exemplars van tenir un aferrissament tan poc comú a la seva espècie.
Aquests mateixos esdeveniments van ser els que van inspirar a l'escriptor nord-americà Peter Benchley per escriure la seva novel·la més venuda, Jaws, que es convertiria després en una reeixida pel·lícula, Jaws.

## Repartiment
- Colin Egglesfield - Alex
- Mark Dexter - Stanley Fisher
- Jenna Harrison - Alice
- John Rhys-Davies - Capità
- Jamie Bartlett - Michael Schleisse
- Adrian Galley - Engel
- Colin Stinton - Dr. John Treadwell Nichols
- Roger Dwyer - Dr. Frederic Lucas
- Craig Geldenhuys – Arnie